# Fjodor Sjtsjerbatskoj

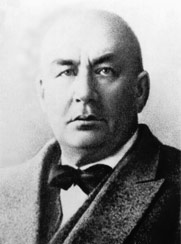
Fjodor Sjtsjerbatskoj

Fjodor Ippolitovitsj Sjtsjerbatskoj of Sjtsjerbatski (Russisch: Фёдор Ипполитович Щербатской)  (Kielce, Koninkrijk Polen, 19 september 1866  - Borovoje, Oblast Akmola, Kazachse Socialistische Sovjetrepubliek, 18 maart 1942) was een Russisch Indiakundige en logicus.
Sjtsjerbatskoj legde een deel van de basis voor de wetenschappelijke studie in het Westen van de boeddhistische filosofie. Hij studeerde aan het befaamde Tsarskoje Selo-lyceum en later aan de Staatsuniversiteit van Sint-Petersburg waar hij les kreeg van onder andere Ivan Minajev en Sergej Oldenburg. In 1897 openden hij en Oldenburg de Bibliotheca Buddhica, een bibliotheek met zeldzame boeddhistische teksten.
Nadat hij in 1903 terugkwam van een reis naar India en Mongolië, begon Sjtsjerbatskoj aan het schrijven van zijn Theorie van Kennis en Logica volgens de late Boeddhisten. In 1928 richtte hij het Instituut van Boeddhistische Cultuur op in Leningrad. Zijn Conception of Buddhist Nirvana (1927), dat hij schreef in Engels, leidde tot opzien in het Westen. Zijn belangrijkste werk dat hij eveneens in het Engels schreef, was het tweedelige Buddhist Logic (1930-32) en had een grote invloed op de boeddhologie.
In eigen land was Sjtsjerbatskoj niet erg bekend, maar vanwege zijn vloeiende beheersing van het Sanskriet en Tibetaans werd hij bewonderd door Jawaharlal Nehru en Rabindranath Tagore. Volgens Debiprasad Chattopadhyaya hielp Sjtsjerbatski de Indiërs hun eigen geschiedenis te kennen en het juiste perspectief te herstellen van hun eigen filosofische nalatenschap. In de Encyclopædia Britannica van 2004 werd hij de belangrijkste Westerse autoriteit in de boeddhistische filosofie genoemd.